# Rosso di Montalcino
De Rosso di Montalcino is een rode wijn met de controle herkenning Denominazione di origine controllata (DOC). De wijn wordt geproduceerd in Toscane, op het grondgebied van de gemeente Montalcino in het zuiden van de provincie Siena. De Rosso is het kleine broertje van de Brunello di Montalcino. Het is een minder zware wijn die jong gedronken moet worden.

## Productiezone
De productiezone is beperkt tot de gemeente Montalcino in de provincie Siena.